# Daniel Hoelgaard
Pour les articles homonymes, voir Hoelgaard.
Daniel Hoelgaard est un cycliste norvégien, né le 1er juillet 1993 à Stavanger, professionnel de 2016 à 2021. Son frère Markus est également cycliste professionnel.

## Biographie

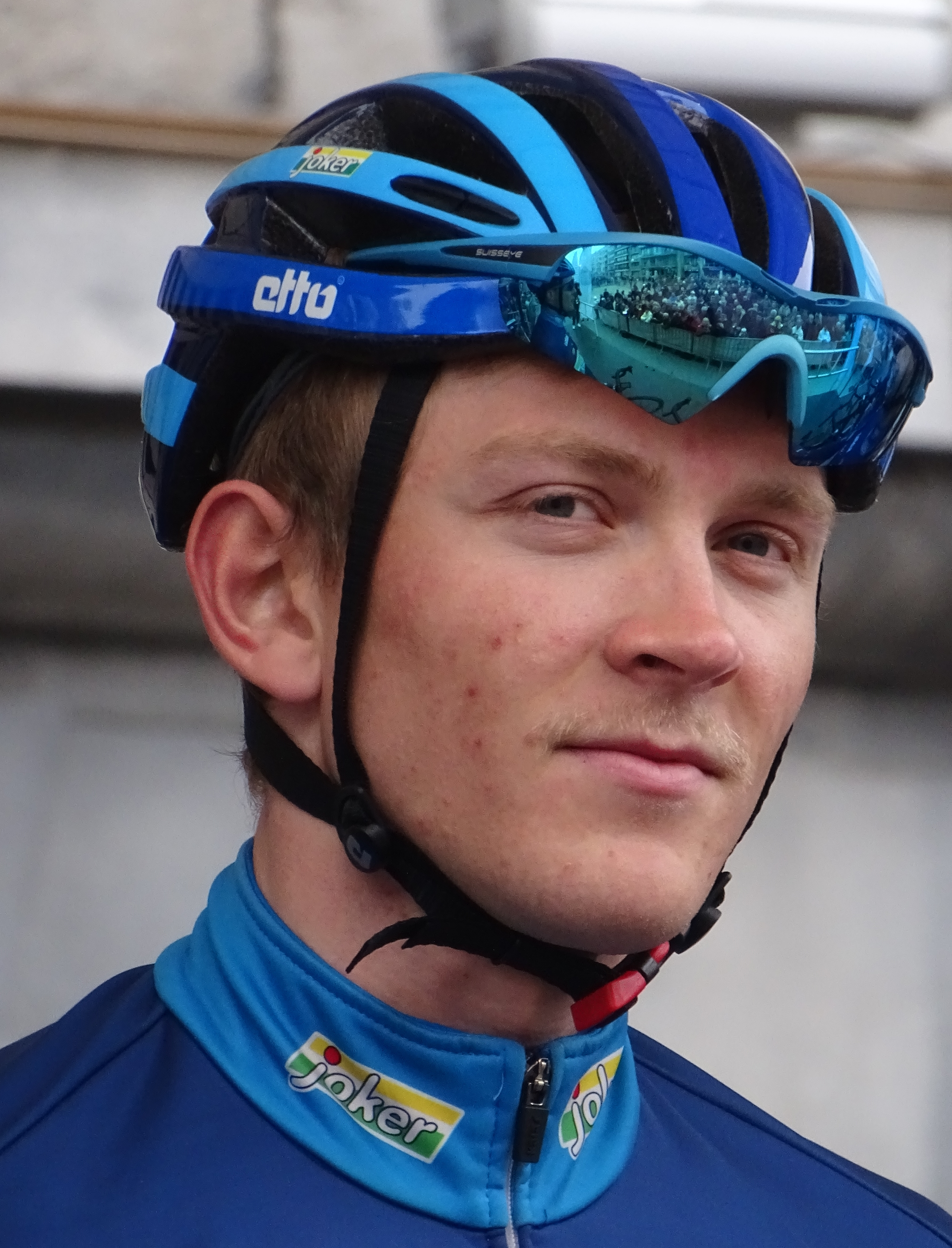
Daniel Hoelgaard lors du départ de la Nokere Koerse 2015 à Deinze.

Daniel Hoelgaard naît le 1er juillet 1993 à Stavanger en Norvège. Il a un frère cadet, Markus, également coureur cycliste. Il commence le cyclisme à 12 ans.
En 2010, il est champion de Norvège junior. L'année suivante, il prend la septième place du championnat du monde de cette catégorie.
À la faveur de leur bons résultats lors de kermesse en Belgique au printemps 2012, les frères Hoelgaard gagnent l'attention de l'équipe professionnelle belge Omega Pharma-Quick Step. Au deuxième semestre, il intègre l'équipe continentale norvégienne Øster Hus-Ridley en tant que stagiaire. Il remporte en septembre le Kernen Omloop Echt-Susteren, aux Pays-Bas. C'est sa première victoire au niveau international en tant que coureur espoir.
En 2013, Marcus et Daniel Hoelgaard quittent leur club, le Sandnes SK, pour rejoindre l'équipe continentale Etixx-IHNed, réserve d'Omega Pharma-Quick Step. En 2014, Daniel Hoelgaard est vainqueur d'étapes du Tour de Bretagne, de la Ronde de l'Oise, du Tour de Vysočina et de l'Okolo Jižních Čech. Bien qu'il soit demandé par des équipes professionnelles, il choisit de revenir en Norvège en 2015, dans l'équipe continentale Joker. Il gagne une étape du Tour de Normandie, une autre au Tour de Bretagne, dont il prend la troisième place du classement général. En Coupe des Nations espoirs, il est troisième de la Côte picarde. En septembre, il est leader de l'équipe de Norvège espoirs au championnat du monde sur route de cette catégorie. Nauséeux dès le début de course, il termine à une 73e place décevante,.
En 2016, Daniel Hoelgaard devient coureur professionnel au sein de l'équipe française FDJ, qui engage un de ses coéquipiers chez Joker, Odd Christian Eiking. Il fait partie de l'équipe FDJ qui remporte la première étape de La Méditerranéenne disputée en contre-la-montre par équipes, ce qui est une première pour la formation française dans son histoire. Il se signale également en deuxième partie de saison avec une septième place au sprint de la Bretagne Classic.
En 2020 et 2021, il est membre de l'équipe norvégienne Uno-X. Fin 2021, il arrête sa carrière à 28 ans.

## Palmarès
- 2010[2]
  -  Champion de Norvège sur route juniors
- 2011
  - 3e du championnat de Norvège du contre-la-montre par équipes juniors
- 2011
  - 2e étape du Rothaus Regio-Tour
  - 7e du championnat du monde sur route juniors
- 2012
  - Kernen Omloop Echt-Susteren
- 2014
  - 5e étape du Tour de Bretagne
  - 2e étape de la Ronde de l'Oise
  - 2e étape du Tour de Vysočina
  - 1re et 4e étapes de l'Okolo Jižních Čech
  - 2e du Grand Prix Kralovehradeckeho kraje
- 2015
  - 3e étape du Tour de Normandie
  - 5e étape du Tour de Bretagne
  - 2e du Velothon Stockholm
  - 3e de la Côte picarde
  - 3e du Tour de Bretagne
- 2016
  - 1re étape de La Méditerranéenne (contre-la-montre par équipes)
  - 7e de la Bretagne Classic
- 2018
  - 2e de la Classic Loire-Atlantique
- 2020
  - 4e étape du Tour te Fjells

### Résultats sur les grands tours

#### Tour d'Espagne
1 participation
- 2017 : 125e

## Classements mondiaux
| Année                                 | 2012 | 2013 | 2014 | 2015 | 2016 | 2017  | 2018 | 2019  | 2020  | 2021  |
| ------------------------------------- | ---- | ---- | ---- | ---- | ---- | ----- | ---- | ----- | ----- | ----- |
| UCI World Tour                        |      |      |      |      | 142e | nc    | nc   |       |       |       |
| Classement mondial                    |      |      |      |      | 579e | 1056e | 558e | 2021e | 2028e | 2123e |
| UCI Europe Tour                       | 346e | 579e | 223e | 86e  | nc   | 664e  | 323e | 1321e | 1471e | 1441e |
| UCI America Tour                      | nc   | 345e | nc   | nc   | nc   | nc    | nc   |       |       |       |
|                                       |      |      |      |      |      |       |      |       |       |       |
| Légende : nc = non classéSource : UCI |      |      |      |      |      |       |      |       |       |       |